# Nandamuri Taraka Rama Rao
Nandamuri Taraka Rama Rao, surnommé NTR, né le 28 mai 1923 dans le village indien de Nimmakuru (en), près de Machilipatnam, et mort le 18 janvier 1996 à Hyderabad, est un célèbre acteur, producteur et réalisateur du cinéma indien, plus particulièrement du cinéma en langue télougou (Tollywood). Il a aussi été un  homme politique, fondateur du Telugu Desam Party (en)(TDP) et quatre  fois premier ministre de l'État de l'Andhra Pradesh.

## Biographie

### Jeunesse et formation
NTR est le fils de Nandamuri Lakshmaiah et de Venkata Ramamma, une famille de fermiers pauvres. Après ses études à l'école municipale et au collège de Vijayawada sous l'occupation britannique, il est accepté à l'Andhra Christian College (en) de Guntur puis à l'Andhra University (en) de Visakhapatnam, où il obtient son baccalauréat universitaire (licence),,.

### Carrière
En 1946, NTR fait ses débuts dans le cinéma avec le film Mana Desam (en), il est présent comme acteur dans environ 300 films.

### Vie personnelle
En 1942, il épouse Basava Tarakam qui décède des suites d'un cancer en 1985. En sa mémoire NTR lance en 1989 la création du Nandamuri Basavataraka Ramarao Memorial Cancer Foundation,.
En février 1992, il épouse Lakshmi Parvathi (en) de trente ans sa cadette, actrice et femme politique, mariage qui a suscité de vives controverses,,,.
NTR décède chez lui des suites d'un infarctus.
Conformément aux traditions sa dépouille est incinérée, ses cendres sont remises à son épouse Lakshmi Parvathi, qui en 2004 disperse ses cendres dans le temple de Srirangapatna.

## Prix et distinctions
- 1954 : lauréat du National Film Award pour son film Todu Dongalu (en)[13],
- 1960 : lauréat du National Film Award pour son film Seetharama Kalyanam (en)[14],
- 1968 : lauréat du Padma Shri Award pour sa contribution au cinéma indien[15],[16],
- 1969 : lauréat du National Film Award pour son film Varakatnam (en)[17],[18],

## Hommages
- 1996 : création du NTR National Award (en)[19]
- 1999 : commence la construction d'un mémorial en son honneur sur les rives du lac Hussain Sagar à Hyderabad, qui ouvre ses portes en 2001 le NTR Gardens (en) ou NTR Ghat ou NTR Memorial, qui est devenu un lieu de pèlerinage[20],[21],[22],[23].